# 電燈膽 (歌曲)
《電燈膽》是香港前女子組合Cookies成員鄧麗欣（Stephy）於2007年推出的廣東歌曲，亦是其首本名曲。《電燈膽》的作曲、填詞皆為李峻一，收錄於專輯《Dating Stephy》內。此曲甫推出便成為大熱，並街知巷聞，亦攻陷各大卡啦OK場所。然而，由於主唱者鄧麗欣曾在現場表演時大失準，導致聲勢有所下降，亦因而衍生出不少改編歌曲。《電燈膽》成為三台冠軍歌（叱咤903、新城997、TVB勁歌金榜），更獲得2007年度十大中文金曲頒獎禮的十大歌曲獎，當年更獲得歌神陳奕迅認證為年度Hit歌，亦在叱咤903獲得超過200次的播放率。

## 簡介
「電燈膽」是粵語的俗語，意指依附在情侶之間的第三人。在此歌曲的主角則是暗戀對象與好朋友拍拖，而自己卻只能伴在他們身邊，等候機會。

## 其他版本
- 《電燈膽 (100watt)》，官方推出的另一版本，於2007年5月13日推出，並由Johnny Yim重新編曲，收錄於《十分愛Dating收藏版》。
- 《杏加橙》，網絡改編版本，是廣東粗口冚家剷的常用諧音版。此歌曲在鄧麗欣現場演出大失準後由網民所改編，以諷刺其「走音」演出。
- 《電燈膽 DJ Mix》，由中國大陸網民所製作的remix版本，在大陸非常受歡迎。